# Tervuren
Tervuren és un municipi de la província belga del Brabant Flamenc on naix el Voer. El nom prové del riu, ja que ‘Ter Vuren' significa al Voer en neerlandès.

## Altres nuclis

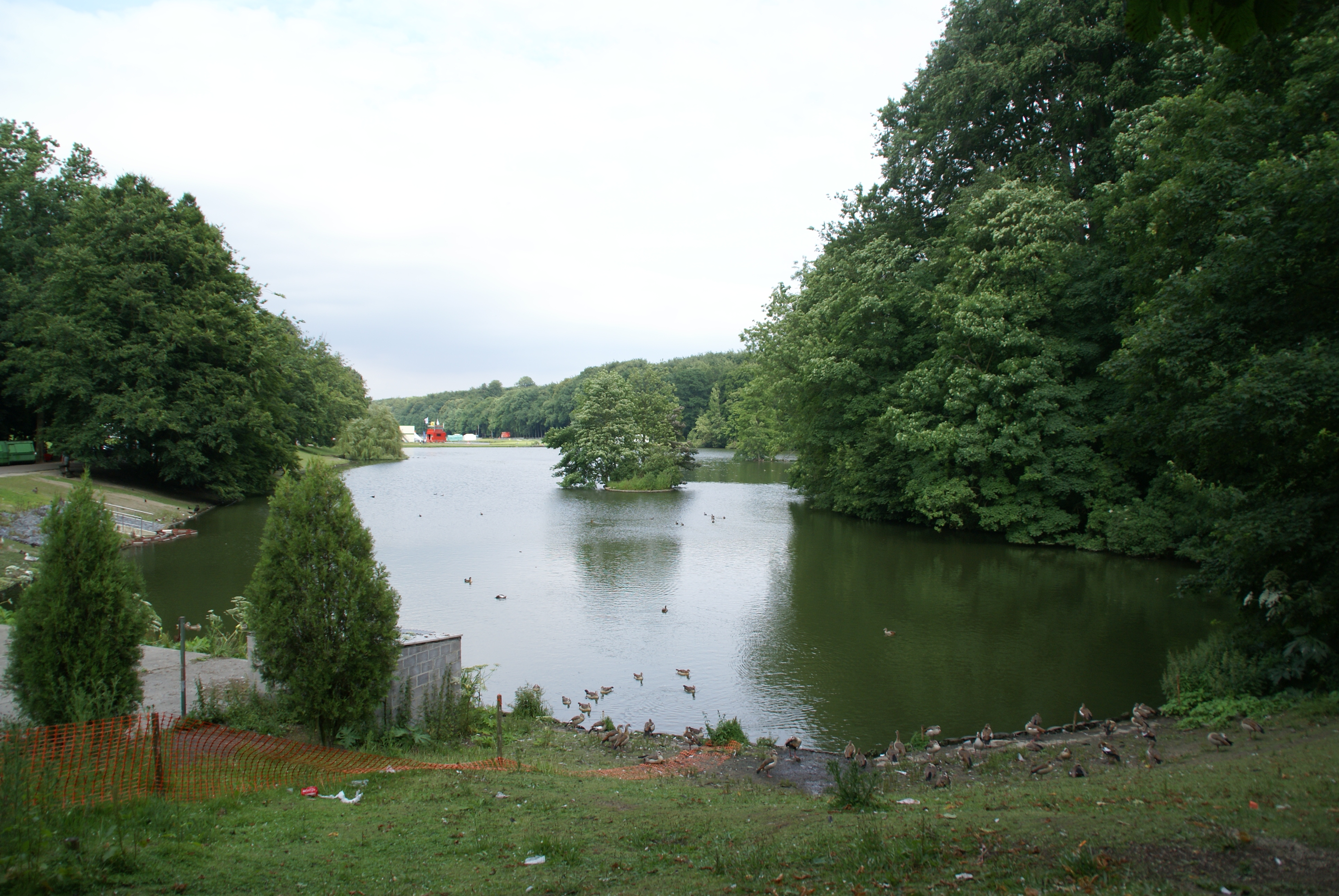
L'estany a Tervuren on naix el Voer

A més de Tervuren, el terme municipal també inclou els següents nuclis de població:
- Duisburg
- Vossem

## Galeria de fotos

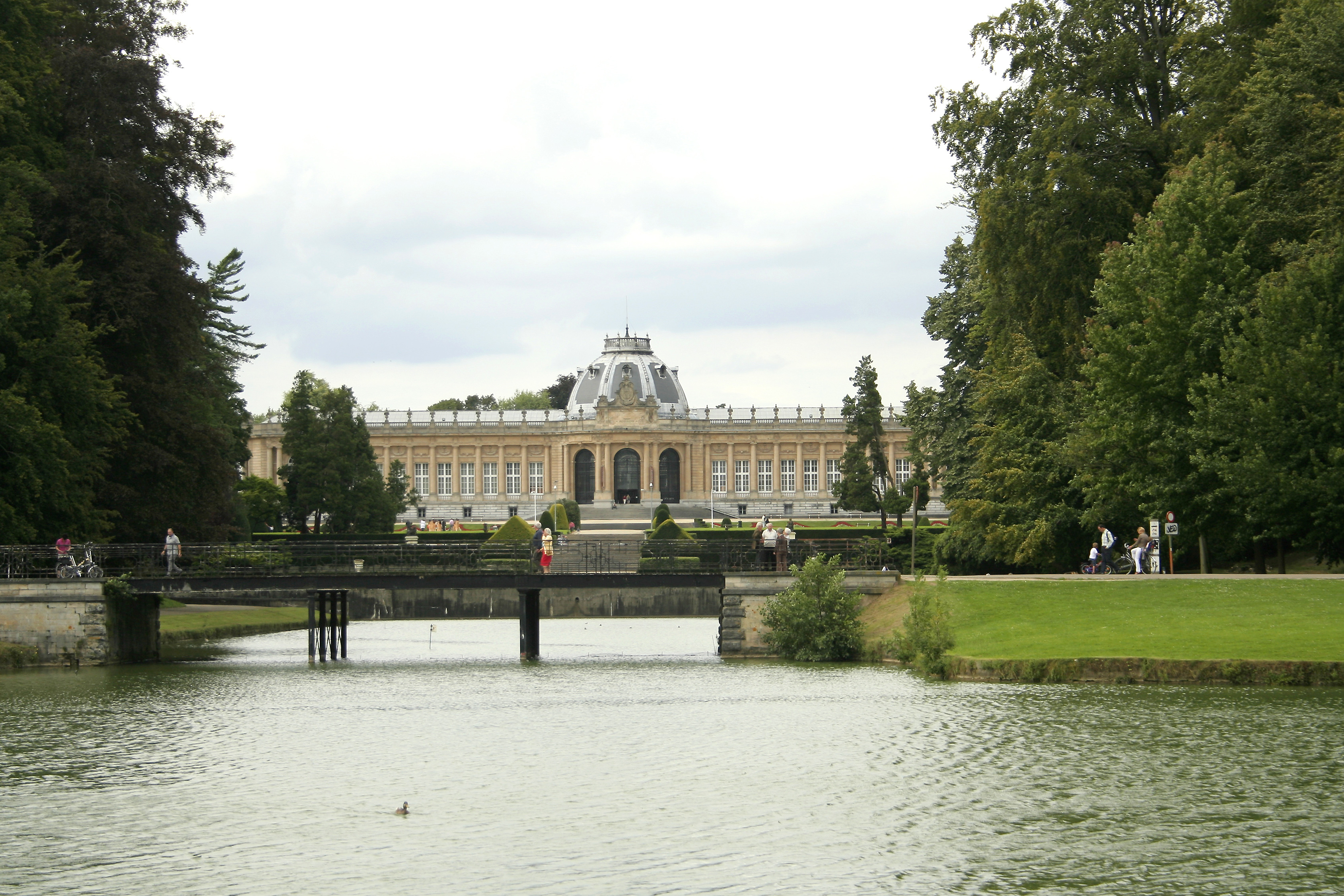
Museu Reial de l'Àfrica Central
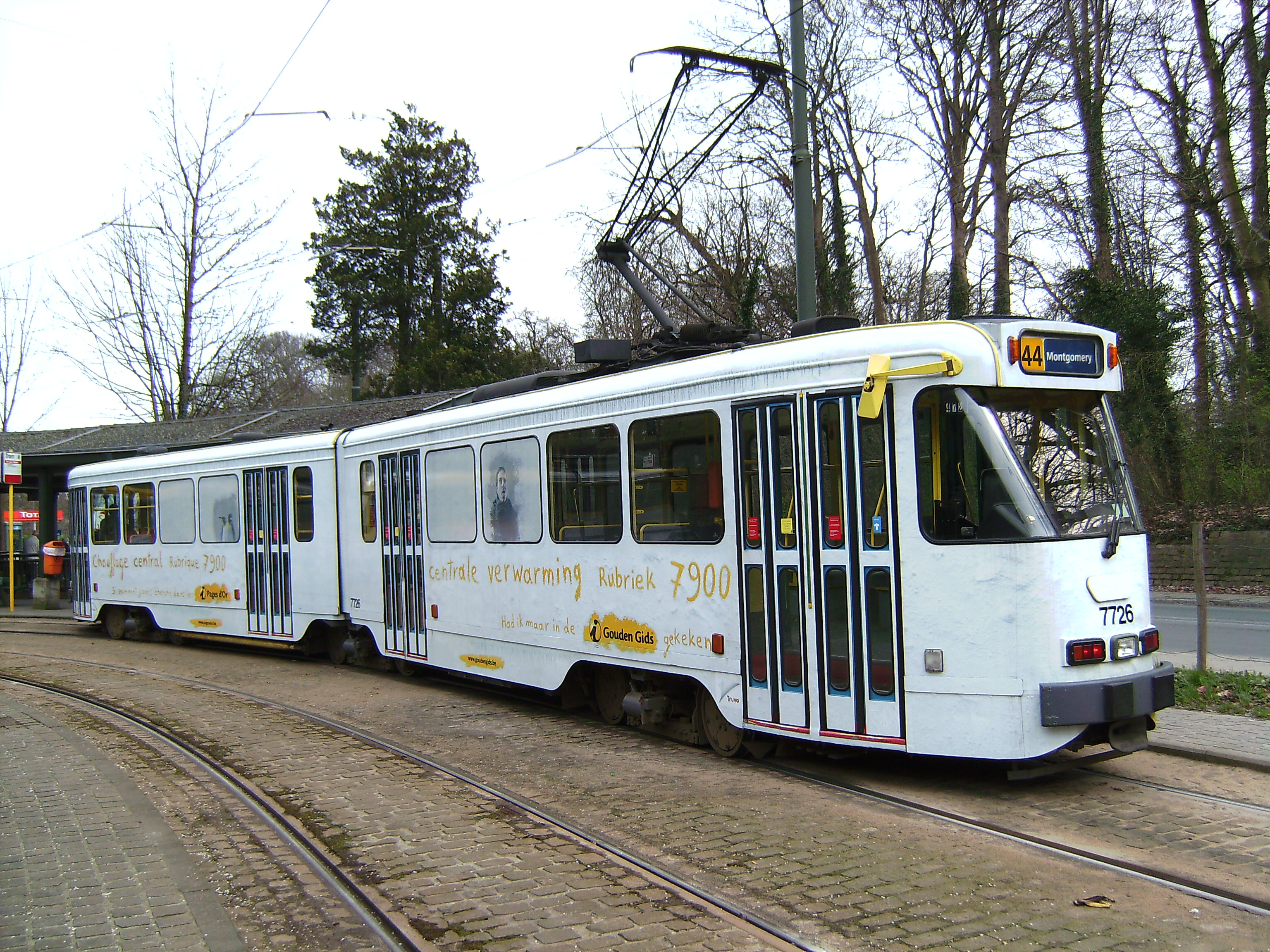
El tramvia cap a Brussel·les al terme de Tervuren
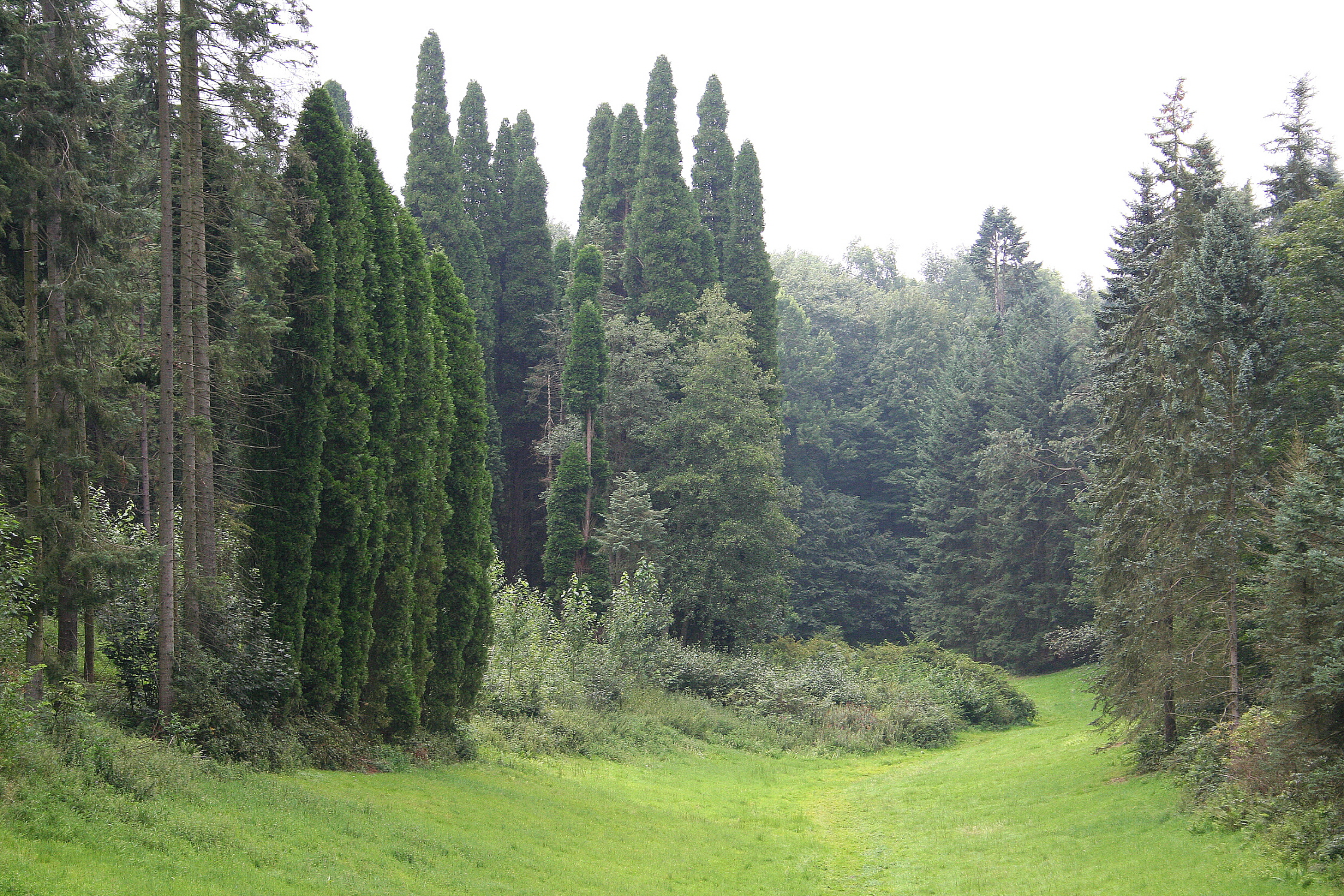
Arborètum de Tervuren
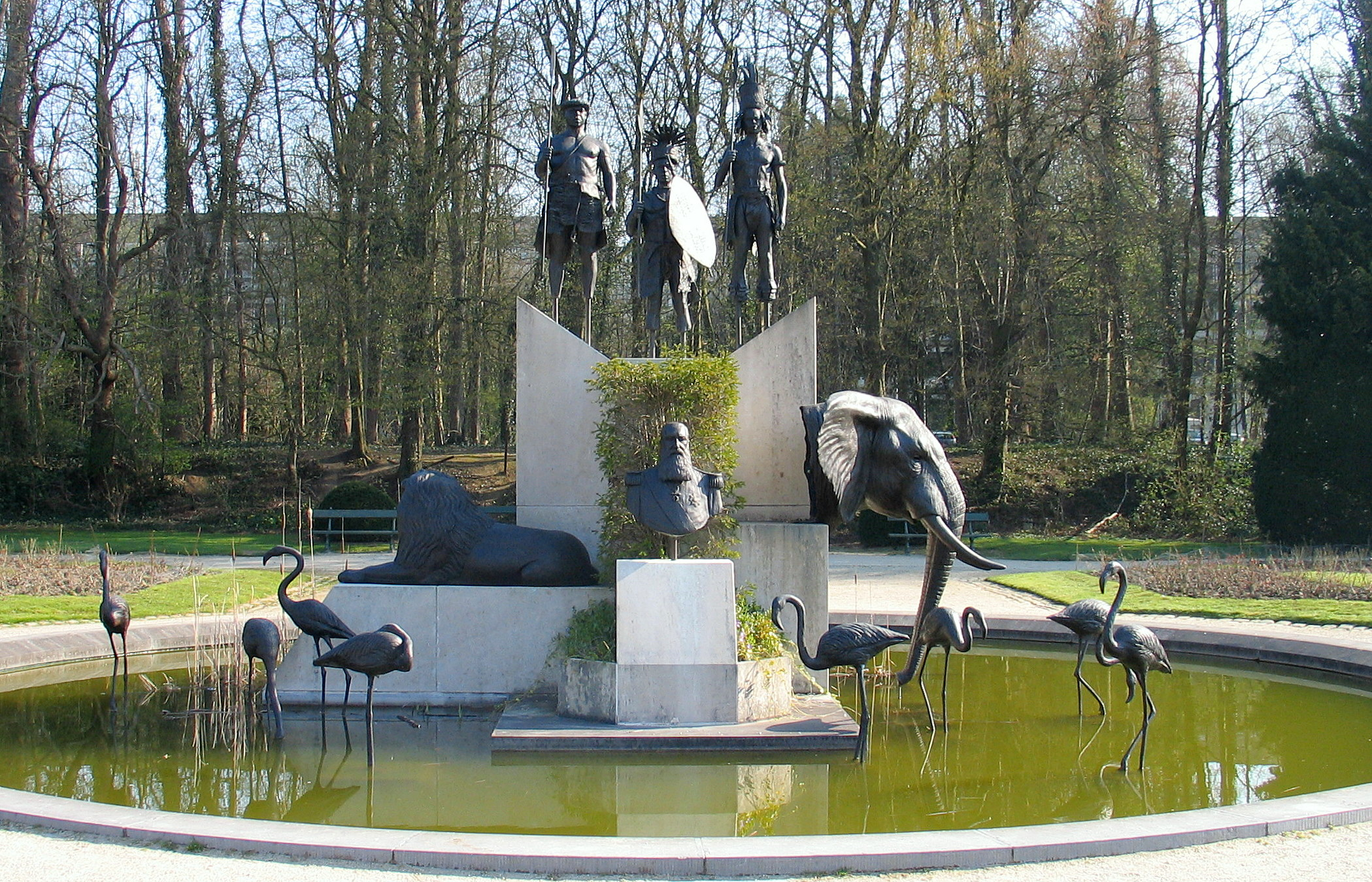
Font davant l'entrada del Museu Reial de l'Àfrica Central